# Lista de episódios de Firefly (telessérie)
O que se segue abaixo é uma lista de episódios da série de televisão Firefly de Joss Whedon. A série estreou nos Estados Unidos em 2002 na FOX, embora os episódios tenham sido exibidos fora da ordem pretendida. Três dos catorze episódios não foram exibidos na exibição original da FOX, mas foram posteriormente exibidas no Sci Fi Channel nos EUA. Um filme foi criado como seqüência da série, chamado de Serenity.
A série completa e o filme estão disponíveis em todas as regiões de DVD.

## Episódios
Os catorze episódios da série estão listados na ordem original pretendida. Um episódio adicional “Dead or Alive” teve um roteiro mas nunca foi exibido.
| # | Título em Português   | Título em Inglês    | Exibição nos EUA       | Código |
| --- | --------------------- | ------------------- | ---------------------- | ------ |
| 1 | "Serenidade"          | "Serenity"          | 20 de Dezembro de 2002 | 1AGE79 |
| Malcolm Reynolds é um veterano de guerra e o capitão da nave Serenity. Ele e sua tripulação estão contrabandeando mercadorias, mas eles precisam pegar alguns passageiros para ganhar dinheiro extra. Entretanto, nem todos os passageiros são o que parecem ser.                                                                          |                       |                     |                        |        |
| 2 | "O Roubo do Trem"     | "The Train Job"     | 20 de setembro de 2002 | 1AGE01 |
| A tripulação da Serenity aceita o trabalho de roubar um trem para um “rei do crime”. Ao roubarem à mercadoria o grupo descobre que a mesma é um carregamento de remédios que a população de uma cidade de mineradores necessita dela desesperadamente.                                                                                     |                       |                     |                        |        |
| 3 | "Encurralados"        | "Bushwhacked"       | 27 de setembro de 2002 | 1AGE02 |
| Serenity é abordada por um cruzador da Aliança enquanto investigava uma espaçonave que foi atacada por Reavers. Simon e River precisam se esconder para evitar a captura, já que são fugitivos procurados, e alguma coisa está errada com o único sobrevivente da espaçonave atacada.                                                      |                       |                     |                        |        |
| 4 | "Baile"               | "Shindig"           | 1 de novembro de 2002  | 1AGE03 |
| Inara atende a um baile social, somente para descobrir que Malcolm também está lá, tentando conseguir um trabalho de contrabando. Mal acaba brigando com um dos clientes de Inara e acaba sendo desafiado para um duelo de espadas com um renomado espadachim, e tem somente uma noite para aprender esgrima.                              |                       |                     |                        |        |
| 5 | "Seguro"              | "Safe"              | 8 de novembro de 2002  | 1AGE04 |
| Mal precisa escolher que membro de sua tripulação salvar quando um está gravemente ferido e outros dois foram seqüestrados. Simon encontra um esconderijo da Aliança em uma remota vila, mas a percepção peculiar de River pode prejudicar a segurança temporária dos Tam.                                                                 |                       |                     |                        |        |
| 6 | "Nossa Sra. Reynolds" | "Our Mrs. Reynolds" | 4 de outubro de 2002   | 1AGE05 |
| Por um trabalho que o cliente não tem como pagar, Mal acaba ganhando uma esposa inocente e serviu em troca. Uma jovem moça chamada Saffron. A tripulação se diverte com seu desconforto com a atitude submissa dela e Book o dá sermões sobre propriedade, mas coisas não são tão inocentes quanto parece.                                 |                       |                     |                        |        |
| 7 | "Jaynestown"          | "Jaynestown"        | 18 de outubro de 2002  | 1AGE06 |
| Retornando a um planeta que encontrou sérios problemas no passado, Jayne descobre que ele se tornou uma lenda folclórica. Mal decidi usar a distração que Jayne causa na cidade para completar um trabalho, mas alguns negócios inacabados podem prejudicar seus planos.                                                                   |                       |                     |                        |        |
| 8 | "Sem Combustível"     | "Out of Gas"        | 25 de outubro de 2002  | 1AGE07 |
| Após Serenity sofrer um acidente que a deixa somente com algumas horas de oxigênio, flashbacks mostram como Mal e Zoe conseguiram a Serenity e como encontraram a tripulação. |                       |                     |                        |        |
| 9 | "Ariel"               | "Ariel"             | 15 de novembro de 2002 | 1AGE08 |
| Na necessidade de dinheiro, Serenity aceita um trabalho de Simon: o ajudar a realizar um diagnóstico em River em troca da oportunidade de roubar o enorme estoque de medicamentos de um hospital da Aliança em Ariel um planeta central. Mas os perseguidores de River estão em seu incauto, e eles acabam recebendo uma ajuda inesperada. |                       |                     |                        |        |
| 10 | "Histórias de Guerra" | "War Stories"       | 6 de dezembro de 2002  | 1AGE09 |
| Irritado com a conexão de guerra inabalável de Zoe com Mal, Wash exige uma vaga em uma missão de campo. Infelizmente, o criminoso Niska escolheu esse momento para executar uma vingança brutal pela traição de Mal quando cancelou o roubo do trem.                                                                                       |                       |                     |                        |        |
| 11 | "Lixo"                | "Trash"             | 28 de junho de 2003    | 1AGE12 |
| Saffron retorna para azucrinar a tripulação da Serenity com um esquema de rouba uma rara arma antiga de um poderoso senhor de terras. Infelizmente para Mal, ele esquece de mencionar como ele descobriu a informação necessária para invadir a cada do senhor de terra.                                                                   |                       |                     |                        |        |
| 12 | "A Mensagem "         | "The Message"       | 15 de julho de 2003    | 1AGE13 |
| Um ex-soldado independente que havia servido com Mal e Zoe retorna de uma forma dramática, com um oficial vingativo da Aliança o perseguindo devido ao contrabando de mercadorias estranhas. |                       |                     |                        |        |
| 13 | "Coração de Ouro"     | "Heart of Gold"     | 19 de agosto de 2003   | 1AGE10 |
| Uma amiga de Inara, com treinamento de companheira que administra um bordel chama a Serenity em busca de ajuda quando um senhor local revela suas intenção de tomar o bebê da prostituta que ele engravidou. |                       |                     |                        |        |
| 14 | "Objetos no Espaço"   | "Objects in Space"  | 13 de dezembro de 2002 | 1AGE11 |
| Serenity encontra um caçador de recompensas profissional e impiedoso, Jubal Early, que não vai parar por nada para resgatar River. Mas River, se sentindo uma estranha na nave, usa uma abordagem diferente para escapar dos braços da Aliança.                                                                                            |                       |                     |                        |        |